# Beša (Nitra)
Beša (in ungherese Barsbese) è un comune della Slovacchia facente parte del distretto di Levice, nella regione di Nitra.